# بريدراغ ريستانوفيتش
بريدراغ ريستانوفيتش هو لاعب كرة قدم ومدرب كرة قدم صربي في مركز الدفاع، ولد في 29 سبتمبر 1972 في أوزيتشى في صربيا. لعب مع ملادوست لوتشاني.